# Margaret Fuller House
Das Margaret Fuller House ist ein Wohnhaus in Cambridge, Massachusetts. Es ist nach der amerikanischen Schriftstellerin und Journalistin Margaret Fuller benannt, die in diesem Haus aufwuchs. Das zu Beginn des 19. Jahrhunderts errichtete Gebäude wurde 1971 in das National Register of Historic Places aufgenommen und 1974 zur National Historic Landmark erklärt. Seit 1983 ist es zugleich Contributing Property zum Old Cambridgeport Historic District.

## Beschreibung
Das Haus wurde 1806 von Timothy Fuller erbaut. Vier Jahre später wurde dort seine Tochter geboren. Die Familie Fuller blieb bis 1844 Eigentümer des Gebäudes, zog aber bereits 1826 aus. Das Margaret Fuller House ist ein dreistöckiges Wohngebäude. Es weist typische Details der Federal-Epoche auf, wie ein niedriges Walmdach, einen zentralen Kamin, schlanke Fensterrahmen und ein schmuckloses Gesims. Ein Biograph charakterisierte das Haus als groß, weitläufig und hässlich. Dennoch tragen die hohen Proportionen, die gestaffelten Fenster, die raffinierten Details und die Ecklage zu seiner eindrucksvollen Erscheinung bei. In der zweiten Hälfte des 19. Jahrhunderts wurde das Haus in ein Mietshaus umgewandelt und später vom Cambridge YWCA genutzt. Im Jahr 1941 übernahm die Margaret Fuller House Organisation (heute Margaret Fuller Neighborhood House) die Pflege des Hauses und führte Renovierungsarbeiten durch, einschließlich der Erneuerung der Außenverkleidung, der Restaurierung der Zierleisten und des Anstrichs der Fassade.

## Historische Bedeutung
Margaret Fullers Werk „Woman in the Nineteenth-Century“ (Die Frau im neunzehnten Jahrhundert), erstmals 1845 publiziert, kann als die erste bedeutende amerikanische Darstellung des Feminismus bezeichnet werden. Es markiert zudem den Höhepunkt der Laufbahn dieser bemerkenswerten Universalgelehrten, die bereits im Teenageralter als Wunderkind der Gelehrsamkeit galt und im Alter von 40 Jahren bei einem Schiffsunglück verstarb. In dem Haus in Cambridgeport, in dem sie bis zu ihrem 16. Lebensjahr lebte, wurde sie von ihrem Vater auf den Weg gebracht, der ihr rebellisches Temperament, ihre rätselhafte Persönlichkeit und schließlich ihr tragisches Schicksal bestimmte. Obgleich sie sich bisweilen darüber beklagte, dass ihr Vater ihre umfassende Bildung forcierte, äußerte Fuller auch, dass sie sich mit einer „Miranda“ (d. h. sich selbst, jedoch mit schlanker Statur) identifizierte, deren Vater ihr die Möglichkeit verschafft hatte, sich als „lebendiger Geist“ zu betrachten. Dies befähigte sie, jedem Mann auf Augenhöhe zu begegnen.
Perry Miller, einer der scharfsinnigsten amerikanischen Intellektuellenhistoriker, vertritt die Auffassung, dass Fuller nicht unbescheiden war, als sie Ralph Waldo Emerson wissen ließ, dass kein anderer Amerikaner mit ihrem Intellekt mithalten könne. Er begründet dies damit, dass sie „tatsächlich die nüchterne Wahrheit“ ausgesprochen habe. Ihre Brillanz wurde durch ihren Wagemut noch ergänzt: Sie kann als „erstklassige Rebellin“ bezeichnet werden, die sich für die Emanzipation der Frau von jeder Form der männlichen Herrschaft einsetzte. Dabei fokussierte sie sich nicht nur auf die Diskriminierung aufgrund des Geschlechts, sondern auf die gesamte Bandbreite der sexuellen Sitten.
Fuller kann als eine faszinierende Persönlichkeit bezeichnet werden, die in den USA eine ähnliche Bedeutung erlangte wie Mary Wollstonecraft in England. Sie zog bereits zu Lebzeiten zahlreiche Biografen an und wird auch heute noch von vielen Biografen als Gegenstand der Forschung betrachtet. Dies lässt sich damit erklären, dass sie eine wichtige Rolle bei der Entwicklung der Frauenrechte einnahm und somit als eine der Wegbereiterinnen der heutigen Renaissance der Frauenrechte betrachtet werden kann.